# Angstlos
Albums de Nina Hagen
NunSexMonkRock
(1982) Nina Hagen In Ekstase
(1985)
Singles
1. New York/N.Y.
Sortie : 1983
2. Zarah
Sortie : 1983

Angstlos ou Fearless (Sans crainte) est le deuxième album en solo de Nina Hagen. Il est sorti en novembre 1983 sur le label CBS Records et a été produit par Giorgio Moroder et Keith Forsey. 
Musicalement, il marque une nette évolution par rapport à ses prédécesseurs, puisque après deux albums exclusivement Punk Rock et un album plutôt expérimental, celui-ci est orienté Punk Rock, Pop Rock, Synth Pop et Funk.

## Historique
Cet album a été enregistré dans les studios Musicland à Munich en Allemagne  ainsi que dans les studios Sunset Sound Recorders, Oasis Recording, Sunset Sound Factory & Giorgio's Spaceschiff de Los Angeles aux États-Unis.
Les quatre premiers morceaux sont en allemand, les quatre derniers en anglais, Frühling in Paris (Printemps à Paris) est chanté en allemand et en français.
New York/N.Y. et Zarah sont sortis en 45 tours et maxi-45 tours. Zarah est une reprise d'un morceau de 1942 popularisé par Zarah Leander. Le morceau Was es ist s'apparente à du rap (qui est un morceau (What Is It?) donné par les Red Hot Chili Peppers en 1982) .
Une version principalement chantée en anglais est sortie aux États-Unis sous le nom de Fearless. Par rapport à la version européenne, il y a un titre en moins (Lorelei), deux titres en plus (Flying Saucers et Silent Love) deux titres transposés en anglais (New York New York et What it is (Was es ist)), un titre allemand / anglais (Zarah) et un anglais / français (Springtime in Paris (Frühling in Paris)), et un ordre légèrement différent pour les chansons. Newsflash est rebaptisée T.V. Snooze, mais il s'agît de la même version.
Les titres des deux albums sont extraits de la chanson Flying Saucers où Nina Hagen s'exclame, à la fin : « Be fearless... Sei angstlos ! »
Cet album se classa à la 24e place des charts allemands ainsi qu'à la 151e place du Billboard 200 aux États-Unis. Il se classa aussi en Suisse (16e), Autriche (11e) et Pays-Bas (40e). Les deux singles, New York et Zarah se classèrent dans le chart du Billboard, Dance Club Songs respectivement à la 9e et 45e place.

## Liste des titres

### Version originale
Face 1
| No | Titre                                                 | Auteur                                 | Durée |
| -- | ----------------------------------------------------- | -------------------------------------- | ----- |
| 1. | New York / N.Y.                                       | Nina Hagen, Steve Schiff, Karl Rucker  | 4:59  |
| 2. | Was Es Ist                                            | Hagen, Michael Balzary, Anthony Kiedis | 4:19  |
| 3. | Lorelei                                               | Hagen, Rucker, Juliana Grigorova       | 2:35  |
| 4. | Zarah (Ich weiss es wird einmal ein Wunder geschehen) | Hagen, Michael Jary, Bruno Balz        | 5:02  |

Face 2
| No | Titre             | Auteur                        | Durée |
| -- | ----------------- | ----------------------------- | ----- |
| 1. | Frühling in Paris | Hagen, Schiff                 | 3:35  |
| 2. | I Love Paul       | Hagen, Rucker                 | 3:50  |
| 3. | My Sensation      | Hagen, Schiff                 | 4:03  |
| 4. | Newflash          | Hagen, Schiff, Michael Dorian | 3:58  |
| 5. | The Change        | Hagen, Rucker                 | 4:40  |

### Version américaine:Fearless
Face 1
| No | Titre                            | Auteur                | Durée |
| -- | -------------------------------- | --------------------- | ----- |
| 1. | New York/N.Y. (version anglaise) | Hagen, Schiff, Rucker | 5:16  |
| 2. | My Sensation                     | Hagen, Schiff         | 4:04  |
| 3. | Flying Saucers (nouveau morceau) | Hagen, Rucker         | 3:11  |
| 4. | I Love Paul                      | Hagen, Rucker         | 3:50  |
| 5. | The Change                       | Hagen, Rucker         | 4:40  |

Face 2
| No | Titre                                       | Auteur                 | Durée |
| -- | ------------------------------------------- | ---------------------- | ----- |
| 1. | Silent Love (nouveau morceau)               | Hagen, Schiff          | 4:07  |
| 2. | What it Is (Was es ist)                     | Hagen, Balzary, Kiedis | 4:18  |
| 3. | T.V. Snooze (Newsflash de l'album original) | Hagen, Schiff, Dorian  | 3:58  |
| 4. | Springtime in Paris (Frühling in Paris)     | Hagen, Schiff          | 3:35  |
| 5. | Zarah (version anglaise / allemande)        | Hagen, Jary, Balz      | 4:38  |

## Musiciens
- Nina Hagen: chant
- Karl Rucker: basse, claviers
- Steve Schiff: guitare, claviers
- Richie Zito: guitare
- Arthur Barrows: claviers
- Phil Schanel: claviers
- John Gilson: programmation de la batterie électronique Simmons
- Gary Herbik: saxophone
- Maxine Waters, Julia Waters, Clydine Jackson, Carmen Twillie: chœurs

## Charts
| Pays       | Durée du classement | Meilleur classement |
| ---------- | ------------------- | ------------------- |
| Allemagne  | 13 semaines         | 24e                 |
| Autriche   | 12 semaines         | 11e                 |
| États-Unis | 8 semaines          | 151e                |
| Pays-Bas   | 3 semaines          | 40e                 |
| Suisse     | 1 semaine           | 16e                 |

Charts single
| Année | Single            | Chart            | Durée du classement | Position |
| ----- | ----------------- | ---------------- | ------------------- | -------- |
| 1983  | New York New York | Top 100          | 1 semaine           | 78e      |
| 1984  | New York New York | Dance Club Songs | 13 semaines         | 9e       |
| 1984  | Zarah             | Dance Club Songs | 6 semaines          | 45e      |